# Kalash (peuple)
Pour les articles homonymes, voir Kalash.
Les Kalashs  ou Kalasha sont un peuple du Chitral, au nord-ouest du Pakistan, parlant le kalasha-mon, une langue indo-aryenne. Plus de 100 000 au XIXe siècle, ils ne sont plus que de 3 000 à 6 000 individus. La culture kalash a été jusqu'ici préservée grâce à l'isolement et au respect des traditions, en dépit des conversions à l'islam.

## Origines

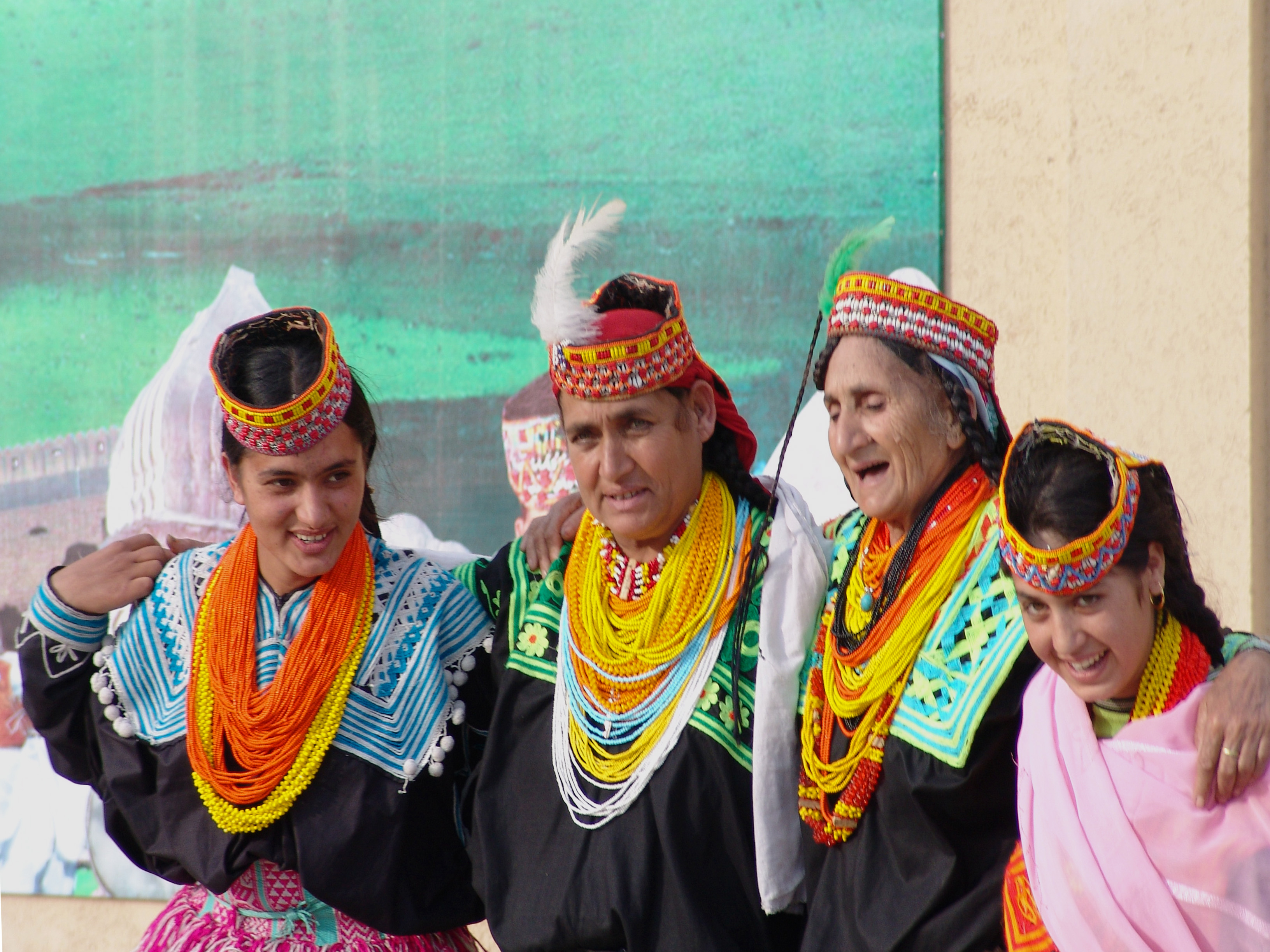
Femmes kalashs en 2010.

Kalash signifie « homme fidèle à la coutume ».
Comme les Nouristanis, les Kalashs ont souvent la peau, les cheveux et les yeux clairs. La tradition locale les fait descendre de soldats issus des troupes d’Alexandre le Grand, mais il s'agit d'une légende.
Augusto S. Cacopardo de l'université de Florence, qui a mené des études depuis trente ans, considère que cette région de l’Hindou Kouch n’a jamais fait partie de la satrapie (division administrative dans l’Empire perse) de Bactriane. De plus, il n'existe pas de personnage pouvant être comparé à Alexandre le Grand dans la tradition orale et la mythologie kalash. Les Kalashs seraient en réalité d'origines indo-européenne, aryenne et indo-iranienne comme les autres peuples de la région de l'Hindou Kouch, arrivés ici au deuxième millénaire avant notre ère. À partir du XIVe siècle, des guerres de conquêtes menées par des tribus musulmanes les repoussent au sud dans des vallées reculées. Autrefois, on distinguait en effet les « kafirs » rouges (côte afghan de l'Hindou Kouch, à l'ouest) des « kafirs » noirs (côte indien, devenu pakistanais, à l'est). Leur religion mêle hindouisme, védisme et paganisme. Le territoire des kafirs rouges formait aux yeux des musulmans le « Kafiristan » (littéralement, « pays des infidèles »), dont la grande majorité a été convertie à l'islam ou réduite en esclavage après la victoire de l'émir Abdur Rahman en 1896, certains arrivant malgré tout à fuir derrière de l'autre coté de la frontière. Le territoire du nord est alors renommé Nouristan (littéralement « pays de la lumière » (sous entendu de l'Islam), noor en persan signifie lumière), leur population islamisée conservant des traits culturels communs à ceux des Kalashs.
En 2014, un article publié dans la revue Science mentionne cependant une étude génétique liant l'ADN des Kalashs à celui de peuples qui vivaient sur les territoires actuels de l'Allemagne et de l'Autriche entre 990 et 210 avant notre ère,,.
Il demeure que les Kalashs sont considérés comme un isolat génétique sans lien démontré avec la Grèce.

## Mode de vie

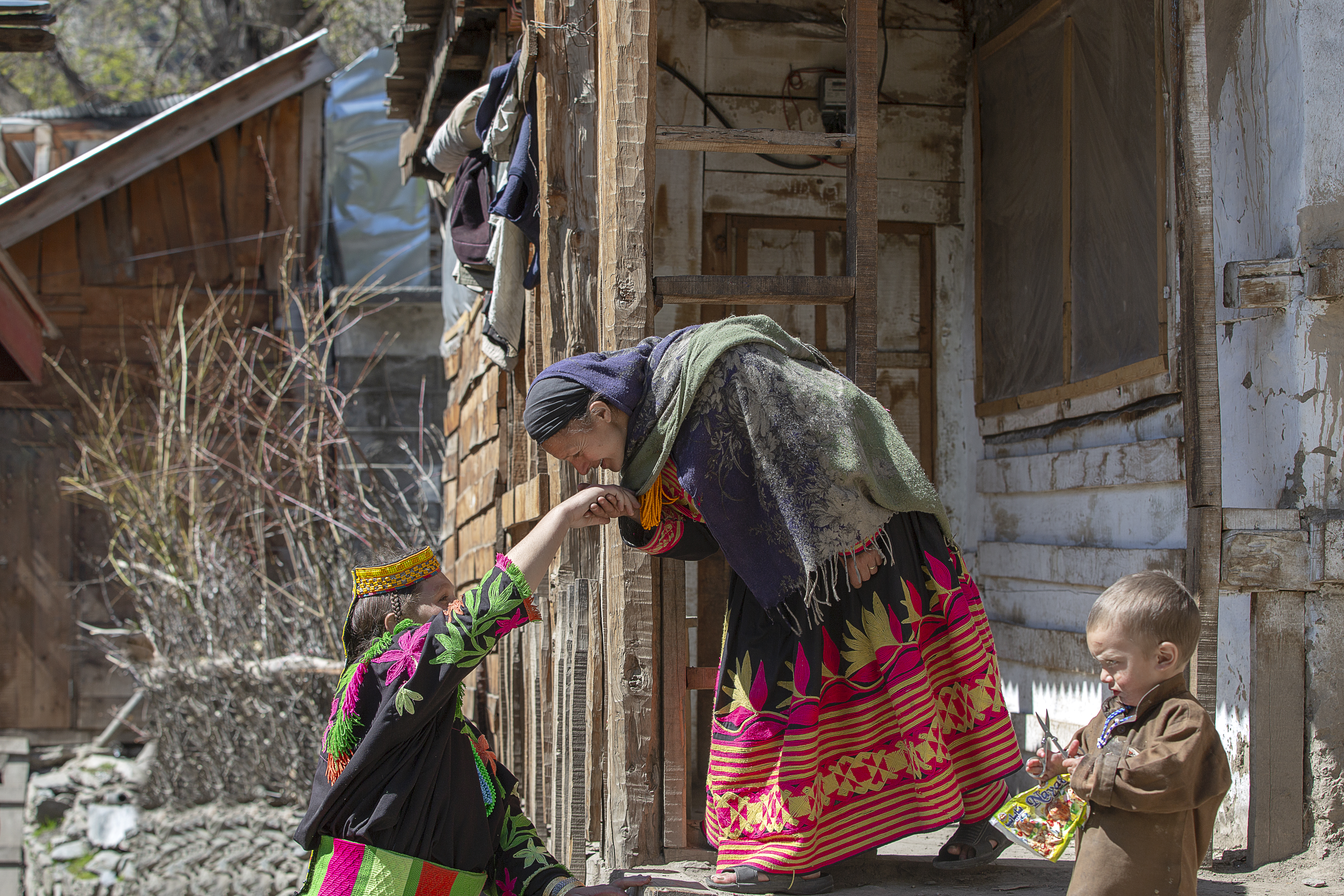
Kalashs en 2016.

Les Kalasha qui ont conservé leurs traditions vivent dans trois vallées du Pakistan, Bumboret (en), Rumbur (en) et Birir (en). Ils ne paraissent pas avoir conservé de liens avec les Nouristanis islamisés d'Afghanistan, sauf leurs dialectes indo-européens et leurs traits physiques qui démontrent une origine commune.
Les hommes vont sur les pâturages d'altitude avec leurs troupeaux tandis que les femmes cultivent les champs, dans les vallées, près de leurs villages. Cette société est fortement patriarcale, les valeurs viriles étant exacerbées. Elle était patrilinéaire.
La fête la plus importante est celle de Joshi au mois de mai qui annonce les premières transhumances. Les Kalashs sont également réputés pour leurs fêtes de solstice (« Chaumos » au solstice d'hiver), durant plusieurs jours et incluant des sacrifices animaux.
Alors qu'ils étaient 100 000 au début du XXe siècle et 40 000 en 1950, ils ne sont plus que 4 100 en 2016, notamment à cause des pressions du prosélytisme musulman (religion d'État du Pakistan), qui refuse leur culte polythéiste (reconnu par les autorités du pays seulement depuis 2015) et leurs coutumes (culture du vin, absence d'obligation pour les femmes de porter le voile). L'isolement géographique qui autrefois les protégeait (leur présence ici remonte bien avant la naissance de l'islam) contribue désormais à leur persécution, alors que les trois vallées attirent peu de touristes,. 
Dans les trois vallées précédemment citées, les Kalashs ne sont plus que 3 800 en 2000, contre 10 300 musulmans, un rapport de 1 à 3 accentué lors des années 2010, notamment par la hausse des conversions vers l'islam ; les relations entre communautés sont toutefois harmonieuses. Durant cette décennie, des progrès sont par ailleurs réalisés dans de nombreux domaines (éducation, représentation auprès des institutions pakistanaises, sanctuarisation de sites historiques, aides financières, sauvegarde de la langue kalasha, travaux pour désenclaver les trois vallées, etc.) mais, note Le Figaro Magazine, « globalisation et intégration menacent cette culture fragile ».

## Génétique
L'haplogroupe d'ADN mitochondrial humain U4 relativement rare dans les populations modernes, bien qu'il soit présent en proportions substantielles chez certaines populations indigènes d'Asie du Nord et d'Europe du Nord étant associé aux vestiges d'anciens chasseurs-cueilleurs européens conservés dans les populations indigènes de Sibérie, est également préservé chez les Kalashs, où U4 (sous-groupe U4a1) atteint sa fréquence la plus élevée de 34 %,.

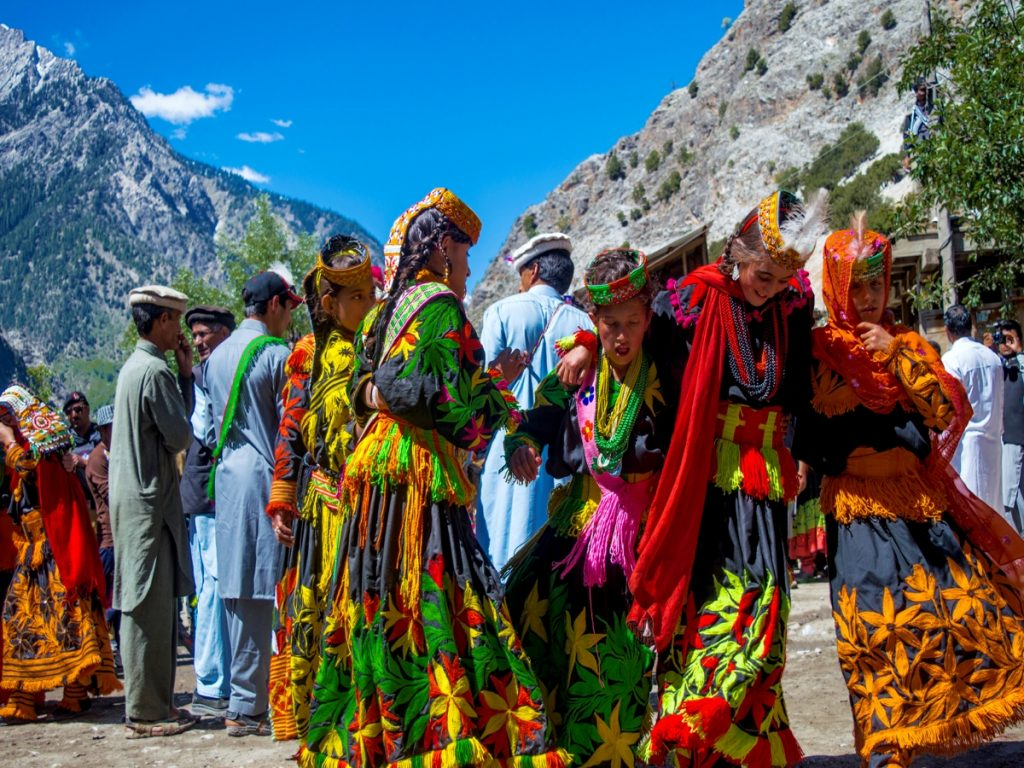
Des Kalash dansent le jour du festival kalash en 2020.

L'analyse génétique de l'ADN du chromosome Y (ADN-Y) par Firasat et al. (2007) de la population locale trouve des fréquences élevées et diverses des haplogroupes Y-ADN suivants : L3a (22,7 %), H1* (20,5 %), R1a (18,2 %), G (18,2 %), J2 (9,1 %), R* (6,8 %), R1* (2,3 %) et L* (2,3 %).
Une analyse génétique de l'ADN mitochondrial (ADNmt) par Quintana-Murci et al. (2004) indique que « la présence eurasienne occidentale dans la population de Kalash atteint une fréquence de 100 % », les haplogroupes d'ADNmt les plus répandus étant U4 (34 %), R0 (23 %), U2e (16 %) et J2 (9 %). L'étude constate qu'aucune lignée d'Asie de l'Est ou d'Asie du Sud n'a été détectée et que la population kalash est composée de lignées d'Eurasie occidentale (les lignages associés étant rares ou absents dans les populations environnantes). Les auteurs ont conclu qu'une origine eurasienne occidentale pour les Kalash est probable, compte tenu de leurs lignées maternelles.

### Récits et bandes dessinées
- Erik L'Homme, Des pas dans la neige. Aventures au Pakistan : Âge de lecture : 15 - 18 ans, Gallimard Jeunesse, 2010, 208 p. (ISBN 978-2-0706-2943-5)
- Vincent HENRY (Adapté par), Jean-Yves Loude (Avec la contribution de) et Hubert Maury (Dessins), Fêtes himalayennes : Les Derniers Kalash, La boîte à bulles, 2019, 96 p. (ISBN 978-2-8495-3320-8)